# 御纂醫宗金鑑

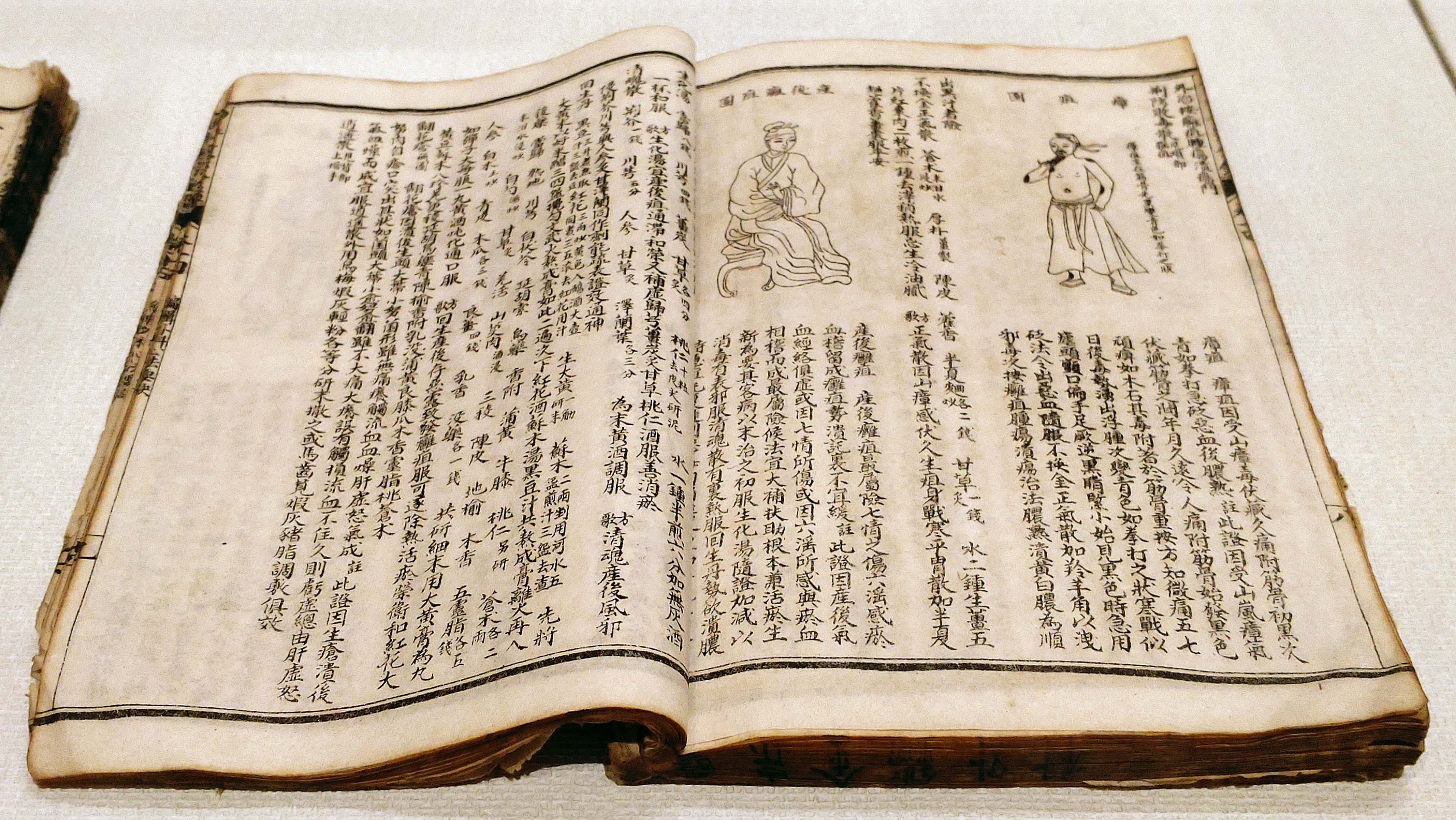
《醫宗金鑑》（國立自然科學博物館藏）

《御纂醫宗金鑒》，全書九十卷，清乾隆朝時政府編著的大型醫學叢書，由供奉內庭太醫、太醫院右判吳謙奉敕主編，後收入《四庫全書》之中。《四庫全書總目提要》中，給與這套書籍相當高的評價。
在乾隆四年（西元 1739年），乾隆皇帝下詔，由吳謙與康雍乾三朝御醫、院使劉裕鐸，共同領銜编纂這套叢書，歷時三年完成。為同類書籍中最為簡明、完備、實用者。
本書共分15部，有《訂正仲景全書傷寒論注》、《訂正金匱要略注》、《删補名醫方論》、《四诊心法要訣》、《運氣要訣》、《伤寒心法要訣》、《雜病心法要訣》、《婦科心法要訣》、《幼科心法要訣》、《痘疹心法要訣》、《種痘心法要旨》、《外科心法要訣》、《眼科心法要訣》、《刺灸心法要訣》及《正骨心法要旨》。
其中，《傷寒論注》中，收集了二十名醫家的註解，內容極為詳盡。口訣的部份也甚為實用，在本書刊行之後，成為當時醫學教育最重要的讀本。本書也成為中國北方中醫界最重視的一本套書，對於北方中醫界有極深的影響力。